# Gamalero
Gamalero (Gamaleri in Piedmontese) là một đô thị ở tỉnh Alessandria trong vùng Piedmont của Italia, có vị trí cách khoảng 70 km về phía đông nam của Torino và khoảng 13 km về phía tây nam của Alessandria. Tại thời điểm ngày 31 tháng 12 năm 2004, đô thị này có dân số 787 người và diện tích là 12,2 km².
Đô thị Gamalero có các frazione (subdivision) San Rocco.
Gamalero giáp các đô thị: Carentino, Cassine, Castellazzo Bormida, Castelspina, Frascaro, Mombaruzzo, và Sezzadio.